# Курьянов, Степан Михайлович
Степан Михайлович Курьянов (род. 7 декабря 1996, село Кенюхово, Шемонаихинский район, Восточно-Казахстанская область, Казахстан ) — российский профессиональный шоссейный велогонщик, выступающий  за команду «Gazprom-RusVelo». Мастер спорта России.

## Достижения
2014
1-й - Этапы 1 и 2b Обель — Тимистер — Ла-Глез (юниоры)
2-й Чемпионат России — Групповая гонка (юниоры)
6-й Чемпионат Европы — Групповая гонка (юниоры)
2016
2-й Трофей Ригоберто Ламоника U23
3-й Дружба народов Северного Кавказа — Генеральная классификация
1-й - Этапы 2 и 3
3-й Trofeo Gianfranco Bianchin
2017
5-й Гран-при Минска
4-й Пять колец Москвы — Генеральная классификация
7-й ЗЛМ Тур U23
2019
 Спринтерская классификация на Туре ОАЭ